# لباس دارج

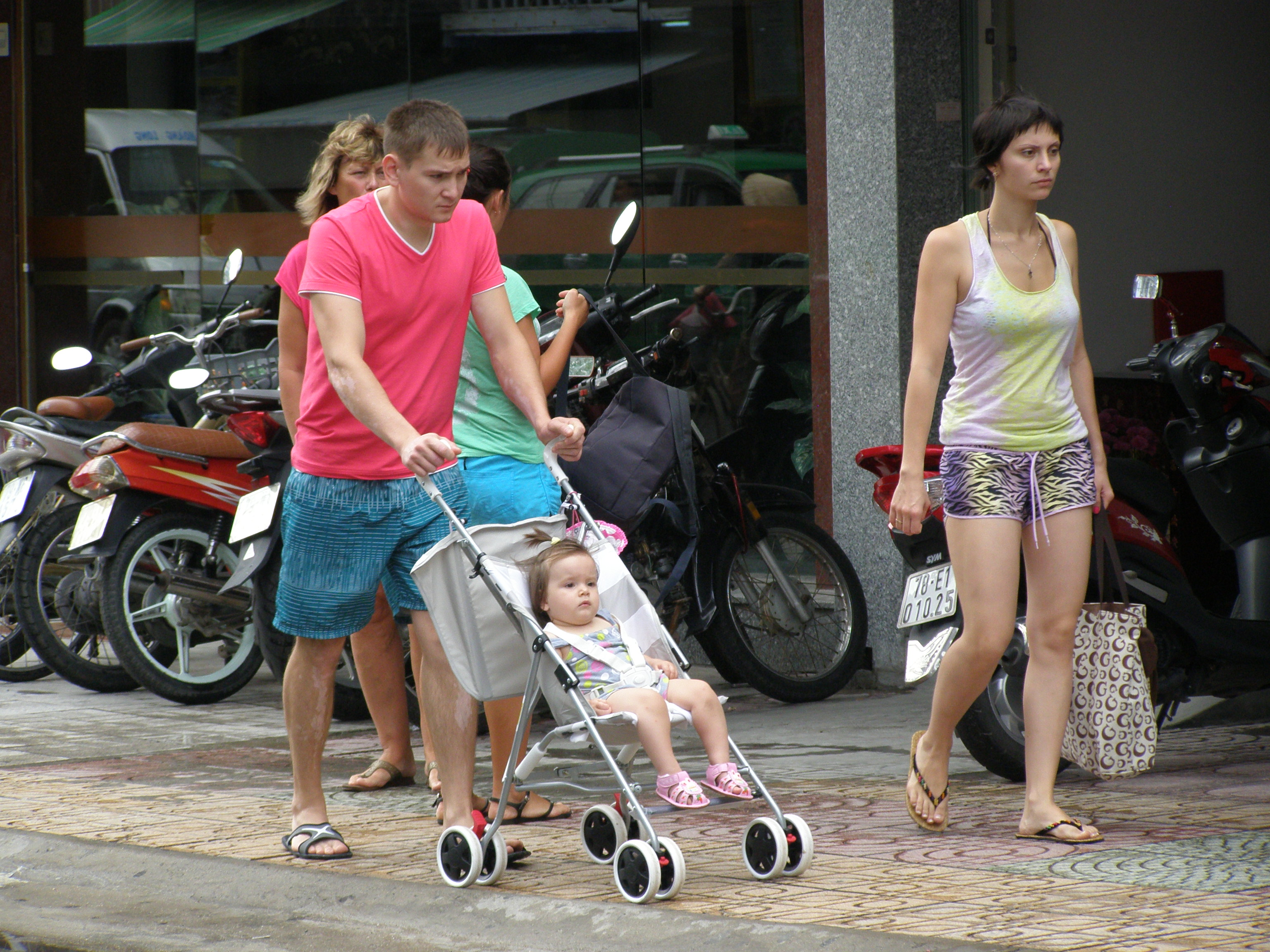
والدان بملابس دارجة مع ولدهما، 2013.

اللباس الدَارج أو الزي الدَارِج (بالإنجليزية: Casual wear) (ويعرف أيضًا حسب اسمه الإنجليزي: ملابس كاجوال)؛ هو كل لباس غير رسمي. بشكل عام يرتبط ارتداء الملابس الدارجة بالحرص على الراحة الشخصية والفردية. على هذا النحو، قد يشار إليها على أنها ملابس رياضية. بمعنى أوسع، يمكن تعريف كلمة «دَارِج» على أنها أي شيء مريح أو تلقائي أو «مناسب للاستخدام اليومي» أو «غير الرسمي». إن تعريف الملابس الدارجة مختلف فيه، وأحيانًا ليست هناك حدود واضحة للتمييز بينها وبين الملابس الرسميَّة بسبب تطور الموضة، مثل ارتداء حذاء رياضي مع بدلة رسمية من طرف المشاهير خلال اللقاءات والحفلات الرسمية وأيضا من طرف مقدمي البرامج التلفزيونية، إلخ.
File:Man wearing green shirt-jacket, blue jeans and desert boots 01.jpg
File:Cassandra Morris 2014.jpg
File:2010 Run to the Sun Fashion Show in Anchorage Alaska 06.jpg
File:CSD 2006 Cologne hotpants.jpg
</gallery>